# Keneti Sio
Loau Solamalemalo Keneti Sio, né le 3 avril 1964 à Apia, est un joueur de rugby à XV puis homme politique samoan.

## Biographie
À l'issue de sa scolarité, il travaille pour une banque, puis devient agriculteur, et président de l'Association des producteurs de citrons verts de Tuamasaga,.
Membre de l'équipe des Samoa de rugby à XV de 1988 à 1994, il joue en position centre et inscrit trois essais, en Championnat du Pacifique Sud : un contre les Fidji à Apia en 1988, puis deux contre cette même équipe à Nausori en 1990. Il n'est pas sélectionné pour la Coupe du monde de 1991.
Il est élu député sans étiquette au Fono (parlement national) lors des élections de 2006, et rejoint les bancs du Parti pour la protection des droits de l'homme (conservateur) et donc la majorité parlementaire après son élection. Il perd son siège aux élections de 2011 mais le retrouve à celles de 2016 et est nommé ministre de l'Éducation, des Sports et de la Culture dans le gouvernement du Premier ministre Tuilaepa Sailele Malielegaoi. En tant que ministre de l'Éducation, il reconnaît que certains enseignants appliquent illégalement des châtiments corporels dans les écoles, mais refuse de les critiquer à ce sujet. Il refuse par ailleurs d'autoriser l'introduction de l'éducation sexuelle dans l'enseignement secondaire, considérant que cela relève du domaine des familles et non de l'école. En tant que ministre des Sports, durant les Jeux du Pacifique de 2019 qui se tiennent aux Samoa, il qualifie publiquement d'« injuste » la participation aux épreuves féminines et les deux médailles d'or de l'haltérophile transgenre néo-zélandaise Laurel Hubbard.
Il conserve son siège de député aux élections de 2021.